# Evgueni Velikhov
Ievgueni Pavlovitch Velikhov (en russe : Евгений Павлович Велихов), né le 2 février 1935 à Moscou (RSFS de Russie, URSS) et mort le 5 décembre 2024, est un physicien et un responsable scientifique de la fédération de Russie. 
Ses recherches scientifiques concernent la physique des plasmas, les lasers, la fusion nucléaire contrôlée, l'ingénierie énergétique et la magnétohydrodynamique (générateurs MHD pulsés à haute puissance). Il est l'auteur de plus de 1 500 publications scientifiques et de nombreuses inventions et découvertes.
Il occupe le poste de président de l'Institut Kourtchatov (du nom d'Igor Kourtchatov) et de premier secrétaire de la Chambre civique de la fédération de Russie. Il est membre de l'Académie des sciences de Russie et il a été vice-président de l'Académie des sciences de l'Union soviétique.

## Carrière
Ievgueni Velikhov a été diplômé du Département de physique de l'Université d'État MV Lomonossov de Moscou (MSU) en 1958, où il s'est spécialisé en physique théorique. De 1958 à 1961, il étudie à l'école doctorale. Après avoir terminé ses études supérieures, il a commencé à travailler en tant que chercheur junior à l'Institut de l'énergie atomique, l'ancêtre du Centre de recherche russe (RRC) « Institut Kourchatov ». Tout au long de sa carrière scientifique, il a gravi les échelons de cette célèbre agence scientifique fédérale.
Ses premiers travaux concernant les instabilités des fluides et des plasmas ont conduit à la découverte de l'instabilité magnétorotationnelle en 1959, et de l'instabilité électrothermique en 1962.
En 1964, il soutient sa thèse avant d'obtenir son doctorat en sciences physiques et mathématiques.
En 1968, il obtient le grade de professeur de physique atomique, de physique des plasmas et de microélectronique au département de physique de l'Université d'État de Moscou. En 1973, il en devient chef du Département jusqu'en 1988. En 1971, il devient membre du Parti communiste.
De 1971 à 1978, il a été directeur du Laboratoire magnétique (plus tard connu sous le nom de Centre scientifique d'État TRINITY), une branche de l'Académie des sciences de l'Union soviétique en 1956 (et une subdivision de l'Institut Kourchatov depuis 1961), à Troitsk, Oblast de Moscou.
En 1972, il fonde un département de recherche sur l'énergie et les plasmas spatiaux à l'Institut de physique et de technologie de Moscou (MIPT, plus connu sous le nom de « Phystech »), avec une base dans cette branche de l'Institut de l'énergie atomique de Kourchatov (KIAE).
En 1975, il crée un autre nouveau département à Phystech, afin d'étudier les problèmes de physique et d'énergie, pour lequel il a reçu la chaire de l'énergie plasma. L'année suivante, il est nommé premier doyen de la Faculté de physique de l'énergie (FPFE), un département de R&D en énergie de fusion, spécialisé dans la physique des plasmas et des hautes pressions, l'optique quantique, le laser et les technologies spatiales. 
Dix ans plus tard, en 1986, il est promu Directeur scientifique de la FPFE. En 1986, il a également été conseiller scientifique de Mikhaïl Gorbatchev et a aidé au plan de nettoyage de la catastrophe de Tchernobyl.
En 1988, il est nommé Directeur de l'Institut Kourchatov et Président du programme international (Russie, États-Unis, Union européenne et Japon) pour la création du tokamak thermonucléaire expérimental ITER. Il en devient le Président en 1992. En 2009, il a été élu président du Conseil ITER, l'organe directeur d'ITER.
Il est également Président de la société par actions Rosshelf (société russe de développement offshore pour développer un complexe de production de pétrole et de gaz sur les fonds marins), filiale de Gazprom ; et co-Président du conseil d'administration de RELCOM.
Ievgueni Velikhov résidait à Moscou .

## Prix
Ievgueni Velikhov est bien connu dans la communauté scientifique et technique mondiale pour ses diverses activités, pour lesquelles il a reçu plusieurs distinctions et récompenses, parmi lesquelles :
- Membre de la National Academy of Engineering des États-Unis (2003)
- correspondant de l'Académie des sciences de l'Union soviétique (1968); membre de l'Académie des sciences de l'Union soviétique (1974); Vice-président de l'Académie des sciences de l'Union soviétique (1978-1991) et de l'Académie des sciences de Russie (1991-1996).
- Académicien-secrétaire du Bureau des technologies de l'information et de la division informatique et automatique de l'Académie russe des sciences (depuis 1983).
- Héros du travail socialiste (1985); lauréat du prix d'État de l'URSS (1977); lauréat du prix Lénine (1984); le prix MD Millionshchikov de l'Académie des sciences de l'URSS (1986); le Prix d'État de la fédération de Russie (2003); le « Prix mondial de l'énergie » (2006) ; ainsi que le prix Szilard de l'American Physical Society et le prix "Science et paix" de la Fédération mondiale des scientifiques.
- Héros du travail de la fédération de Russie (2020)
- Trois Ordres de Lénine
- Ordre « Pour le mérite de la patrie », 1re (2015), 2e (2005), 3e (2000) et 4e (2010) classe
- Ordre du Courage
- Ordre du Drapeau Rouge du Travail
- Membre honoraire de l'Académie royale suédoise des sciences de l'ingénieur .
- Membre honoraire de l'Institut Ioffe, Saint-Pétersbourg.
- Docteur honoris causa de l'université de Notre-Dame-du-Lac, Indiana.
- Docteur honoris causa de l'université William Howard Taft, Californie, États-Unis.
- Docteur honoris causa de l'université de Londres, Royaume-Uni.
- Citoyen d'honneur de Rino, États-Unis ; et Plovdiv, Bulgarie.
- Ordre du mérite de 3e classe (Ukraine, 26 avril 2011) - pour sa contribution personnelle significative à surmonter les conséquences de la catastrophe de Tchernobyl, la mise en œuvre de programmes humanitaires internationaux, de nombreuses années d'activité publique fructueuse.
- Ordre du Soleil Levant, 2e classe ( Japon )